# Miass
Miass (russisch Миа́сс) ist eine Großstadt in Russland. Sie liegt in der Oblast Tscheljabinsk im mittleren Ural am Ufer des gleichnamigen Flusses Miass und hat 145.900 Einwohner.

## Geschichte

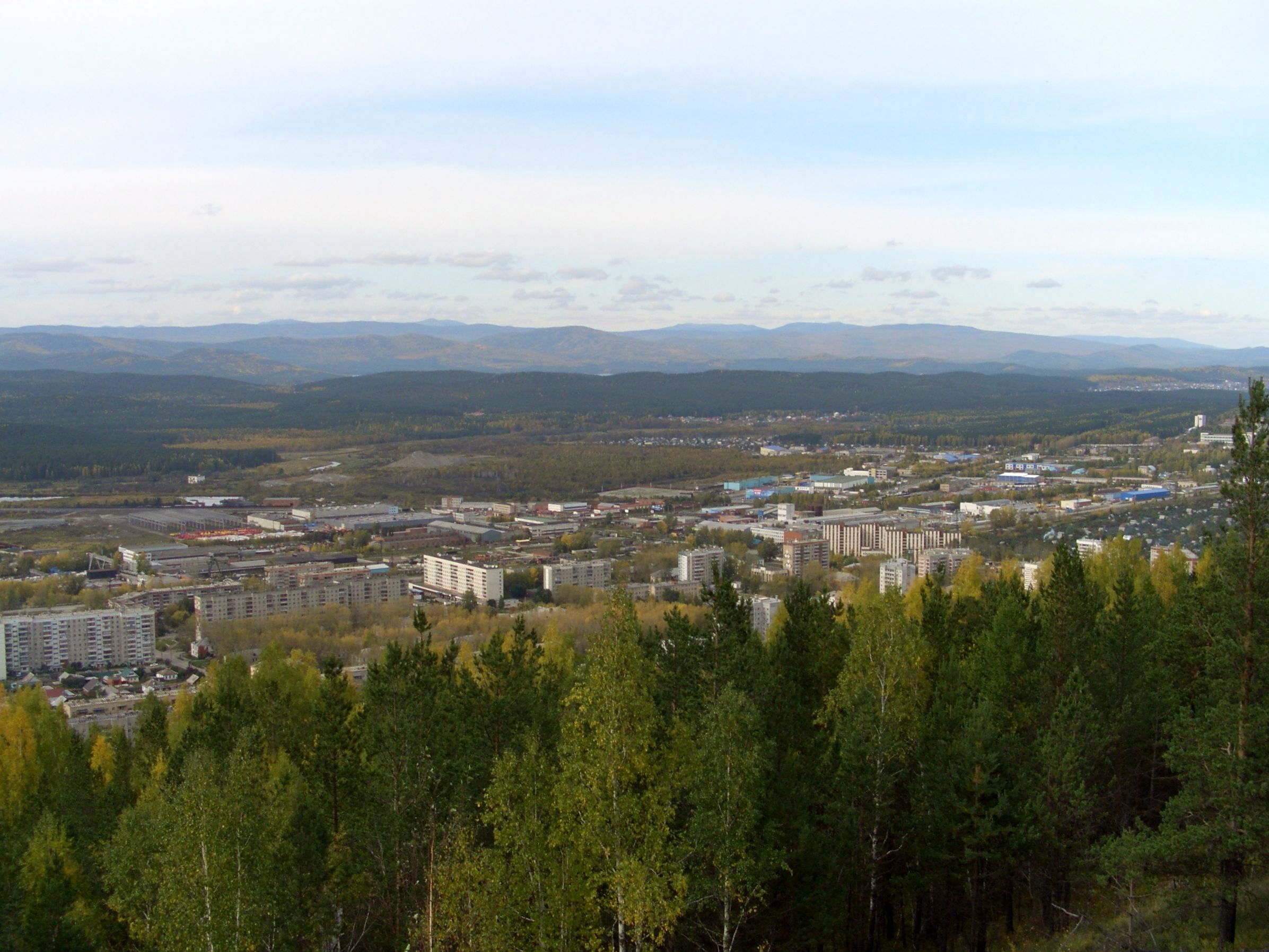
Blick über die Stadt (2009)

Die Wurzeln der Stadt reichen zurück bis ins Jahr 1773, als an ihrem heutigen Platz eine Bergarbeitersiedlung gegründet wurde. Der Ort wuchs im 19. Jahrhundert zunächst langsam zu einem Goldgräberdorf und Marktflecken. 1881 wurde die Alexander-Newski-Kathedrale fertiggestellt. Erst die Goldfunde und Metallverarbeitung im großen Stil brachten im 20. Jahrhundert einen steilen Aufschwung für den Ort, der erst 1926 die Stadtrechte erhielt.

### Bevölkerungsentwicklung
| Jahr | Einwohner | Bemerkung                                                                                |
| ---- | --------- | ---------------------------------------------------------------------------------------- |
| 1939 | 28.516    | sowie Arbeitersiedlungen Stanzija Miass (5.030), Melentjewski (4.139), eingemeindet 1959 |
| 1959 | 99.043    |                                                                                          |
| 1970 | 131.331   |                                                                                          |
| 1979 | 150.179   |                                                                                          |
| 1989 | 167.839   |                                                                                          |
| 2002 | 158.420   |                                                                                          |
| 2010 | 151.751   |                                                                                          |
| 2021 | 147,995   |                                                                                          |

Anmerkung: Volkszählungsdaten

## Wirtschaft und Verkehr
In Miass gibt es größere Fabriken der metallverarbeitenden Industrie sowie im Fahrzeugbau. Miass ist das Zentrum einer mitteluralischen Region mit Goldvorkommen, die im Umfeld der Stadt geschürft werden. Der größte hier gefundene Goldklumpen (am 26. Oktober 1842 entdeckt) wog über 36 kg.

### UralAZ-Lastwagenfabrik
Während des Zweiten Weltkrieges wich die Rote Armee von der angreifenden Wehrmacht nach Osten zurück und baute dabei in Moskau die Produktionsanlagen des Sawod imeni Stalina ab. Das Unternehmen war zu diesem Zeitpunkt einer der größten Lastwagen- und Rüstungsgüterproduzenten der Sowjetunion. In Miass wurde die Fabrik gut geschützt vor Angriffen neu aufgebaut. Das Werk baute nach Kriegsende und auch nachdem die Produktion in Moskau wieder aufgenommen wurde für die gesamte Sowjetunion schwere LKW der Marke Ural. Zu Spitzenzeiten wurden rund 100.000 Angestellte in den Produktions- und Entwicklungsstätten beschäftigt, 2017 waren es noch 4400. Die Ural-Lkw sind zumeist dreiachsig und durchgängig mit Allradantrieb ausgerüstet, welche den Lastwagen eine hohe Geländegängigkeit verleiht.

### Staatliches Raketenzentrum „Makejew-Raketen-Design-Büro“
Das Konstruktionsbüro wurde unter strenger Geheimhaltung 1955 von Slatoust in den westlichen Teil der Stadt Miass verlegt. Das Büro entwickelt taktische ballistische Raketen wie die R-17 (NATO-Code SS-1 „Scud“) sowie ballistische Lenkflugkörper (Interkontinentalraketen (SLBM)) mit Kernsprengköpfen für nukleare U-Boote der russischen Marine wie die R-29RM.

### Skigebiet „Sunny Valley“
In 10 km Distanz von Miass befindet sich das Skigebiet „Solnetschnaja Dolina“ (russisch Солнечная долина), das im deutschsprachigen Raum meist mit der englischen Bezeichnung „Sunny Valley“ bezeichnet wird.

### Fernverbindungen
Miass liegt direkt an der Fernstraße M5, einer der wichtigsten russischen Ost-West-Achsen, die von Moskau über Samara, Ufa und Tscheljabinsk weiter als M51 in die sibirischen Metropolen Omsk und Nowosibirsk führt. Auch die Eisenbahnstrecke von Moskau und Samara in Richtung Sibirien führt durch die Stadt.

## Sehenswürdigkeiten
Sehenswert in Miass ist die Altstadt mit Bausubstanz vor allem aus dem 19., aber vereinzelt auch aus dem späten 18. Jahrhundert. Herausragend ist hierbei die 1889 gebaute Kirche der Heiligen Dreifaltigkeit mit pompös-orthodoxer Ausstattung im Innenraum. Miass ist bekannt für seine Lage inmitten einer Seenlandschaft (teilweise Naturschutzgebiet) mit 20 Seen umgeben von den Bergen des Ural, sowie für Mineralienvorkommen, die auch besichtigt werden können.

## Söhne und Töchter der Stadt
- Weniamin Metenkow (1857–1933), Photograph und Unternehmer
- Wladimir Kusnezow (1887–1963), Physiker, Materialwissenschaftler und Hochschullehrer
- Ljudmila Gromowa (* 1942), Turnerin
- Viktor Suslin (1942–2012), Komponist
- Serge Herz (* 1983), deutscher Radrennfahrer
- Eduard Absalimow (* 1984), Boxer
- Nikolai Lemtjugow (* 1986), Eishockeyspieler
- Andrei Konew (* 1989), Eishockeyspieler
- Wiktorija Moissejewa (* 1991), Curlerin
- Maxim Rausch (* 2003), deutscher Eishockeyspieler
- Alexandra Glaskowa (* 2006), Freestyle-Skierin